# Bunnen
Die Ortschaft Bunnen ist Teil der Stadtgemeinde Löningen im Landkreis Cloppenburg des Oldenburger Münsterlands.

## Geschichte
Es waren wohl die Germanen, die vor ca. 2000–4000 Jahren mit der Besiedlung des hiesigen Raumes begannen. Zeugen hierüber sind Funde aus der Jungsteinzeit im nördlichen Bunnen. Die Römer erkundeten auf ihren Streifzügen auch das Hasetal und brachten (wahrscheinlich als Opfergabe) eine kupferne Knabenfigur ins Bunner Moor. Diese wurde 1875 beim Torfgraben gefunden und befindet sich jetzt im Oldenburger Landesmuseum. Der Name Bunnen kommt vermutlich vom lateinischen „Bonum“, weil die Kaufleute und Legionäre des römischen Imperiums hier „gute Rast“ fanden. Um 900 wurde Bunnen erstmals in einer Hebeliste des Klosters Werden erwähnt.

## Geografie
Bunnen besteht aus den Bauerschaften Altenbunnen, Neuenbunnen, Hagel, Farwick und Bokah. Der Fluss Hase durchfließt das alte kirchliche Gemeindegebiet und begrenzt das politische Ortsgebiet im Süden. Im westlichen Bereich in der Nähe der Hase liegen die Bunner Masuren.

## Kirchen
Bunnen gehört zur Stadtgemeinde Löningen und liegt im katholisch geprägten Oldenburger Münsterland. Seit 1834 gab es in Bunnen einen eigenen Priester. Dieser gehörte bis zum 21. Mai 1923 als Leiter der Kapellengemeinde Bunnen zur Pfarrgemeinde Löningen.
Am 22. Mai 1923 wird die Kapellengemeinde St. Michael in Bunnen durch den Bischof von Münster Johannes Poggenburg selbstständige Pfarrgemeinde im Dekanat Löningen des Offizialatsbezirk Oldenburg des Bistums Münster.
Mit dem 3. Oktober 2007 wird die Pfarrgemeinde St. Michael in Bunnen wieder Bestandteil der katholischen Pfarrgemeinde St. Vitus (Löningen). Mit ihrer Filialkirche St. Michael ist sie weiterhin das Zentrum des katholischen Lebens. Neben den Bauerschaften der Ortschaft Bunnen gehören die Bauerschaft Bunner Brokstreek (politisch Gemeinde Essen (Oldenburg)) und der östliche Teil der Siedlung Schelmkappe (politisch Stadt Löningen) zum kirchlichen Gemeindeteilgebiet von St. Michael.

## Veranstaltungen
Überregionale Beachtung erlangt das BunnenRock-Festival, welches (mit Unterbrechung) alljährlich im Mai stattfindet. In der Vergangenheit waren mehrere deutschlandweit populäre Bands zu Gast, so unter anderem Selig, Die Happy, Reamonn, Creme 21, Bananafishbones und Madsen.

## Persönlichkeiten

### Söhne und Töchter der Ortschaft
- Paul Friedhoff, deutscher Politiker
- Bernd Kessens, deutscher Schriftsteller
- Franz-Josef Lübken, deutscher Physiker
- Torsten Bünger, ehem. Fußballspieler der 2. Bundesliga, heutiger Trainer der Bezirksligen